# Аскизский поссовет
Аскизский поссовет — городское поселение в Аскизском районе Хакасии.
Административный центр — пгт Аскиз.

## История
Статус и границы городского поселения установлены Законом Республики Хакасия от 7 октября 2004 года № 67 «Об утверждении границ муниципальных образований Аскизского района и наделении их соответственно статусом муниципального района, городского, сельского поселения»

## Население
| 2009  | 2010  | 2012  | 2013  | 2014  | 2015  | 2016  |
| ----- | ----- | ----- | ----- | ----- | ----- | ----- |
| 4847  | ↗5208 | ↘5092 | ↘4967 | ↘4901 | ↘4808 | ↘4713 |
| 2017  | 2018  | 2019  | 2020  | 2021  |       |       |
| ↘4660 | ↘4570 | ↘4441 | ↘4355 | ↗5356 |       |       |

Население на 1 января 2019 года составляло: 4 441.

## Состав городского поселения
В состав городского поселения входит один населённый пункт — пгт Аскиз.